# Corbeta Uruguay

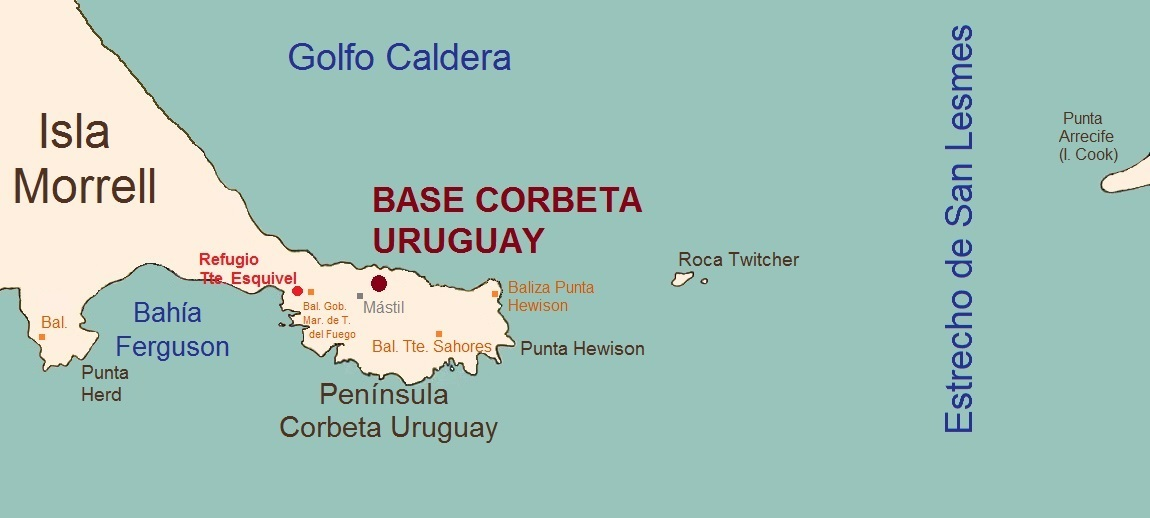
Spanischsprachige Karte

Corbeta Uruguay war ein Außenposten des argentinischen Militärs auf den Südlichen Sandwichinseln, der 1976 auf der flachen südöstlichen Halbinsel (spanisch Península Corbeta Uruguay) der Morrell-Insel (auch bekannt als Süd-Thule) errichtet wurde. Die Errichtung dieser Basis geschah auf Befehl der damaligen Militärjunta Argentiniens, die dadurch ihren Anspruch auf die britischen Territorien im Südatlantik deutlich machen wollte. Die Basis mit einer Dauerbesatzung von acht Mann wurde 1976 vom Vereinigten Königreich entdeckt und veranlasste die britische Regierung 1977 die Operation Journeyman durchzuführen, da diese Landung als ein erster Schritt zu einer Invasion der Falkland-Inseln durch Argentinien betrachtet wurde. Bis zum Ende des Falklandkrieges 1982 wurde, jedoch erfolglos, versucht, eine diplomatische Lösung zu erreichen.
Corbeta Uruguay verblieb bis zum 20. Juni 1982, dem letzten Tag des Falklandkrieges, unter argentinischer Verwaltung. Nachdem die britischen Streitkräfte die Falklandinseln wieder unter ihre Kontrolle gebracht hatten, wurde eine Kampftruppe auf die Insel gesandt, um die dortige Präsenz der Argentinier zu beenden. Nachdem sich die argentinische Garnison ergab, wurde das gesamte Personal aus Port Faraday abgezogen und die Station blieb unbemannt. Im Dezember 1982 wurde die Station durch die Royal Navy weitgehend zerstört, nachdem ein Kriegsschiff auf Patrouille (HMS Hecate) beobachtet hatte, dass der Union Jack am Fahnenmast der Garnison durch die Flagge Argentiniens ersetzt worden war.
Der Name der Station erinnert an die Korvette Uruguay, mit der 1903 Otto Nordenskjöld und seine Mannschaft von der Antarktischen Halbinsel nahe der heutigen Esperanza-Station gerettet wurde. Diese Korvette befindet sich heute in Puerto Madero (Buenos Aires) und fungiert als Museumsschiff.
Von Januar 1955 bis Januar 1956 befand sich rund 300 Meter weiter westlich ein kleiner, ebenfalls argentinischer Stützpunkt Refugio Teniente Esquivel, der wegen Ausbruchs des erst 1964 so benannten Vulkans Mount Holdgate auf der östlichen Nachbarinsel Cook Island evakuiert werden musste.

## Bildergalerie

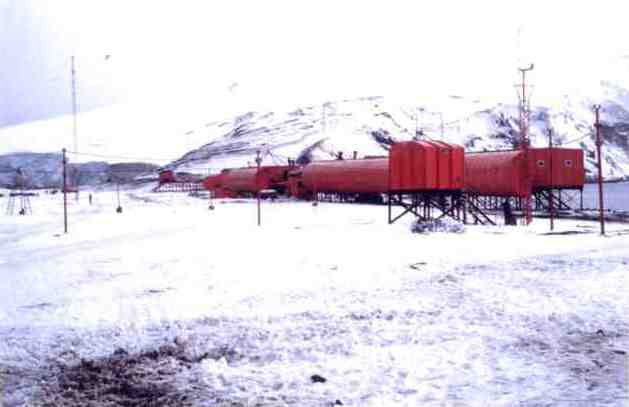
Die Station 1981 vor ihrer Zerstörung
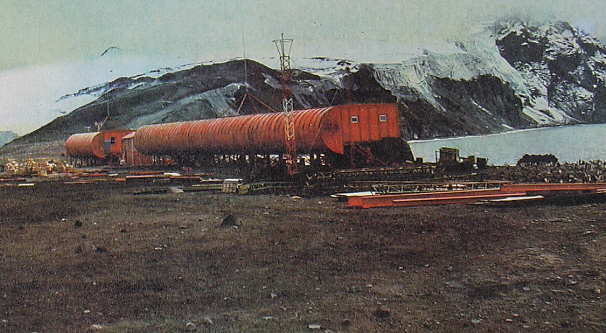
Die Station ca. 1976
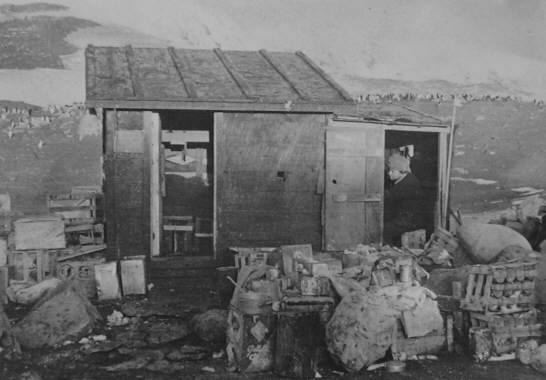
Die Vorläuferstation Refugio Teniente Esquivel 300 Meter westlich, 1955
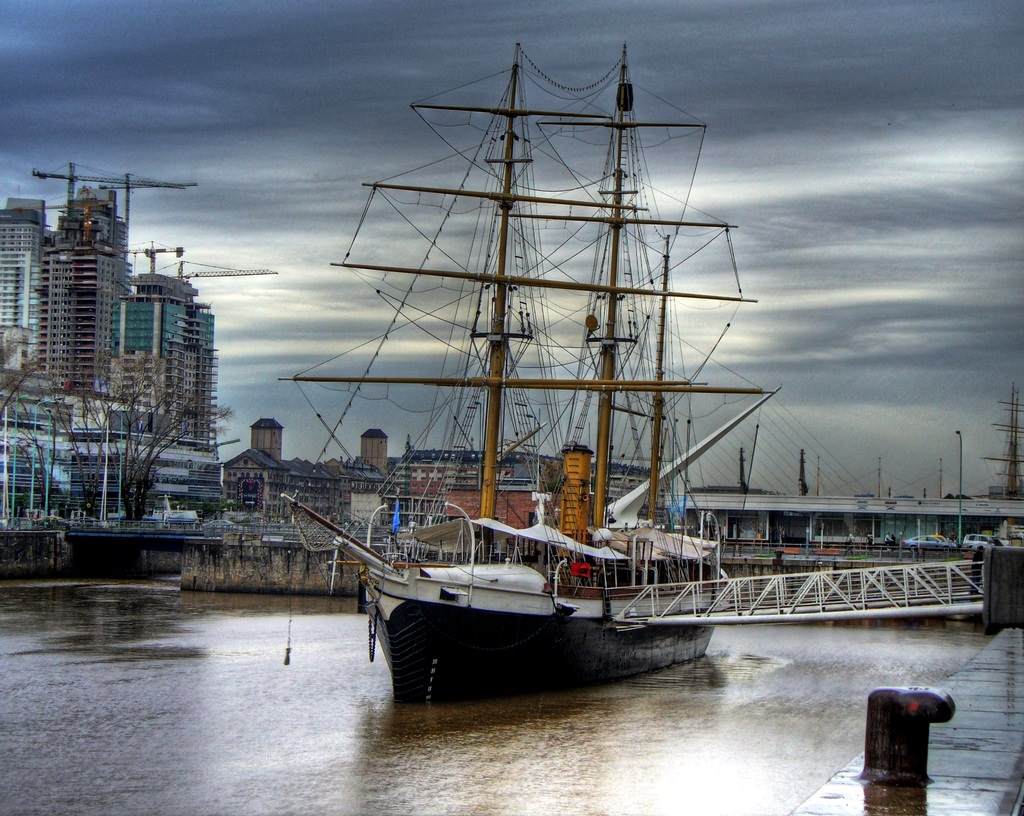
Die namensgebende Korvette Uruguay